# Rockstar (canción)
«Rockstar» (estilizado como «rockstar») es una canción del cantante estadounidense Post Malone con la colaboración de 21 Savage. Fue lanzado el 15 de septiembre de 2017 por Republic Records como el sencillo principal de su segundo álbum de estudio, Beerbongs & Bentleys (2018). La canción presenta a un invitado del rapero estadounidense 21 Savage, escrita por Post Malone, 21 Savage, Louis Bell, Carl Austin Rosen, Joey Bada$ y Olufunmibi Awoshiley, y producida por Tank God y Louis (quien coprodujo «Congratulations»).
La canción alcanzó el número uno en la lista Billboard Hot 100 de Estados Unidos y alcanzó el primer puesto en varios otros países, incluidos Australia, Canadá, Portugal, Irlanda, Nueva Zelanda, Suecia, Noruega, Finlandia, Dinamarca y el Reino Unido. Se convirtió en el primer sencillo número uno de Post Malone y 21 Savage en todos los países mencionados.

## Video musical
El video no oficial de YouTube para el audio de la pista, lanzado por Republic Records, es un ciclo de tres minutos y 38 segundos del coro de la canción únicamente. Por lo tanto, la canción pudo recibir descargas equivalentes sin presentar la totalidad de la canción, que algunos atribuyeron a su lugar número uno en el Hot 100. Algunos lo llamaron un «esquema de marketing inteligente», mientras que otros creían que era un truco o una laguna.
El video musical oficial, dirigido por Emil Nava, fue lanzado en el canal de YouTube Vevo de Post Malone el 21 de noviembre de 2017. El video presenta a Post Malone en una habitación que lucha contra una pandilla de hombres con espadas de samurai, y termina con Post Malone y 21 Savage cubiertos de sangre. Pitchfork notó que el video hace referencia a la película de acción japonesa Lady Snowblood. A partir de abril de 2018, el video ha recibido más de 300 millones de visitas en YouTube. Actualmente en el 2022 cuenta con 1020M de reproducciones 
En julio de 2018, este video fue nominado a un premio MTV Video Music Award.

## Remixes
El 13 de diciembre de 2017, se lanzó un Latin remix de la canción con artistas de reguetón puertorriqueños Nicky Jam y Ozuna. Otro remix fue lanzado el 22 de diciembre de 2017 con nuevos versos de los raperos Jadakiss y Nino Man. El 25 de diciembre de 2017, Lil Wayne lanzó su remix de la canción, titulada «5 Star» y con la colaboración de Nicki Minaj, como sencillo de su mixtape Dedication 6. El 28 de diciembre de 2017, se filtró la versión original de la canción con T-Pain y Joey Bada$. El 23 de enero de 2018, el rapero estadounidense Fetty Wap lanzó su remix de la canción.

## Posicionamientos en listas

### Listas semanales
| Listas (2017–18)                          | Mejor posición |
| ----------------------------------------- | -------------- |
| Australia (ARIA)                          | 1              |
| Australian Urban (ARIA)                   | 1              |
| Austria (Ö3 Austria Top 40)               | 1              |
| Bélgica (Flandes) (Ultratop 50)           | 5              |
| Bélgica (Valonia) (Ultratop 50)           | 3              |
| Brazil Hot Streaming (Pro-Música Brasil)  | 23             |
| Canadá (Canadian Hot 100)                 | 1              |
| República Checa (Singles Digitál Top 100) | 1              |
| Dinamarca (Tracklisten)                   | 1              |
| Finlandia (OFC)                           | 1              |
| Francia (SNEP)                            | 5              |
| Alemania (Media Control AG)               | 2              |
| Greece Digital Songs (Billboard)          | 1              |
| Hungría (Single Top 40)                   | 6              |
| Hungría (Stream Top 40)                   | 1              |
| Irlanda (IRMA)                            | 1              |
| Italia (FIMI)                             | 2              |
| Líbano (Lebanese Top 20)                  | 4              |
| Malasia (RIM)                             | 11             |
| Países Bajos (Dutch Top 40)               | 4              |
| Países Bajos (Mega Single Top 100)        | 2              |
| Nueva Zelanda (Recorded Music NZ)         | 1              |
| Noruega (VG-lista)                        | 1              |
| Filipinas (Philippine Hot 100)            | 23             |
| Polonia (Polish Airplay Top 100)          | 22             |
| Portugal (AFP)                            | 1              |
| Russia Airplay (Tophit)                   | 3              |
| Escocia (Scottish Singles Sales Chart)    | 10             |
| Eslovaquia (Singles Digitál Top 100)      | 1              |
| España (PROMUSICAE)                       | 16             |
| Suecia (Sverigetopplistan)                | 1              |
| Suiza (Schweizer Hitparade)               | 2              |
| Reino Unido (UK Singles Chart)            | 1              |
| Estados Unidos (Billboard Hot 100)        | 1              |
| Estados Unidos (Hot R&B/Hip-Hop Songs)    | 1              |
| Estados Unidos (Mainstream Top 40)        | 5              |
| Estados Unidos (Rhythmic)                 | 1              |

### Posición fin de año
| Listas (2017)                        | Posición |
| ------------------------------------ | -------- |
| Australia (ARIA)                     | 16       |
| Austria (Ö3 Austria Top 40)          | 26       |
| Bélgica (Ultratop Flanders)          | 94       |
| Canadá (Canadian Hot 100)            | 38       |
| Dinmarca (Tracklisten)               | 15       |
| Alemania (Official German Charts)    | 21       |
| Hungría (Single Top 40)              | 58       |
| Hungría (Stream Top 40)              | 21       |
| Italia (FIMI)                        | 59       |
| Países Bajos (Single Top 100)        | 44       |
| Nueva Zelanda (Recorded Music NZ)    | 13       |
| Suecia (Sverigetopplistan)           | 16       |
| Suiza (Schweizer Hitparade)          | 49       |
| UK Singles (Official Charts Company) | 22       |
| US Billboard Hot 100                 | 56       |

## Certificaciones
| País (Organismo certificador) | Certificaciones         | Ventas certificadas | Ref.   |
| ----------------------------- | ----------------------- | ------------------- | ------ |
| Australia (ARIA)              | 14× Platino             | 980 000             | [ 72 ] |
| Estados Unidos (RIAA)         | Diamante                | 10 000              | [ 73 ] |
| México (AMPROFON)             | Diamante+2× Platino+Oro | 450 000             | [ 74 ] |

## Premios y nominaciones
| Año  | Premiación                          | Categoría                            | Resultado | Ref.   |
| ---- | ----------------------------------- | ------------------------------------ | --------- | ------ |
| 2018 | American Music Awards               | Colaboración del Año                 | Nominado  | [ 75 ] |
| 2018 | American Music Awards               | Canción Favorita de Rap/Hip Hop      | Nominado  | [ 75 ] |
| 2018 | BET Hip Hop Awards                  | Mejor Colaboración                   | Nominado  | [ 76 ] |
| 2018 | Billboard Music Awards              | Mejor Canción Hot 100                | Nominado  | [ 77 ] |
| 2018 | Billboard Music Awards              | Mejor Colaboración                   | Nominado  | [ 77 ] |
| 2018 | Billboard Music Awards              | Mejor Canción Rap                    | Ganador   | [ 77 ] |
| 2018 | Billboard Music Awards              | Canción con más Streaming (Audio)    | Nominado  | [ 77 ] |
| 2018 | iHeartRadio Much Music Video Awards | Sencillo Favorito                    | Nominado  | [ 78 ] |
| 2018 | iHeartRadio Music Awards            | Canción Hip Hop del Año              | Nominado  | [ 79 ] |
| 2018 | MTV Europe Music Awards             | Mejor Canción                        | Nominado  | [ 80 ] |
| 2018 | MTV Video Music Awards              | Canción del Año                      | Ganador   | [ 81 ] |
| 2019 | Grammy Awards                       | Grabación del Año                    | Nominado  | [ 82 ] |
| 2019 | Grammy Awards                       | Mejor Interpretación Melódica de Rap | Nominado  | [ 82 ] |

## Historial de lanzamientos
| País           | Fecha                    | Formato                | Discográfica |
| -------------- | ------------------------ | ---------------------- | ------------ |
| Estados Unidos | 15 de septiembre de 2017 | Descarga digital       | Republic     |
| Estados Unidos | 26 de septiembre de 2017 | Rhythmic contemporary  | Republic     |
| Estados Unidos | 26 de septiembre de 2017 | Contemporary hit radio | Republic     |